# Tiébilé Dramé
Tiébilé Dramé (ur. 9 czerwca 1955 w Nioro du Sahel, zm. 12 sierpnia 2025 w Paryżu) – malijski polityk, w latach 2019–2020 minister spraw zagranicznych Mali. Kandydat w wyborach prezydenckich w 2002 i 2007 roku.

## Życiorys
Studiował w Ecole normale supérieure w Bamako, a następnie na Uniwersytecie Paryskim I.
Od 1977 do 1980 lider Malijskiego Narodowego Związku Studentów, który krytykował rządy Moussy Traoré. Za swą działalność opozycyjną Drame był kilkakrotnie zatrzymywany i więziony. Opuścił kraj i uszedł do Europy, gdzie w latach 1988–1991 pracował dla Amnesty International. Prowadził badania na temat przestrzegania praw człowieka w Afryce Zachodniej.
Dramé powrócił do Mali w 1991, gdy Amadou Toumani Touré obalił rządy wojskowych. Został ministrem spraw zagranicznych w przejściowym rządzie, w latach 1991–1992. Wstąpił również do Narodowego Kongresu na rzecz Inicjatywy Demokratycznej (CNID, Congrès national d’initiative démocratique). Jako dziennikarz, w 1992 Dramé założył także tygodnik Le républicain.
W 1995 został konsultantem Narodów Zjednoczonych w zakresie przestrzegania praw człowieka w Burundi. W tym samym roku po konflikcie wewnątrzpartyjnym opuścił Narodowy Kongres i założył nowe ugrupowanie, Partię Odnowy Narodowej (PARENA, Parti pour la renaissance nationale), której został sekretarzem generalnym, a w listopadzie 1999 liderem.
W 1997 został wybrany do lokalnego zgromadzenia w Nioro du Saleh. W 2001 objął funkcję szefa Unii Gospodarczej i Walutowej Afryki Zachodniej (UEMOA). W kwietniu 2002 wziął udział w wyborach prezydenckich, zdobywając 4% głosów. 18 lutego 2007 został nominowany kandydatem partii PARENA w wyborach prezydenckich w kwietniu 2007. W wyborach tych 29 kwietnia 2007 zajął trzecie miejsce z wynikiem 3,04% poparcia.
Na początku 2009 Tiébilé Dramé został mianowany specjalnym wysłannikiem ONZ ds. konfliktu na Madagaskarze.
W 2019 został ministrem spraw zagranicznych w gabinecie utworzonym przez Boubou Cissé. Pozostawał na tym stanowisku do czasu zamachu stanu w 2020.